# Шабалин, Сергей Борисович
Серге́й Бори́сович Шаба́лин (24 августа 1971 года) — казахстанский фехтовальщик, заслуженный мастер спорта Республики Казахстан.

## Карьера
На Олимпиаде-2000 занял 40-е место.
Бронзовый призёр 12-х Азиатских игр в соревнованиях на шпагах.
Чемпион 12-х и 14-х Азиатских игр в командных соревнованиях на шпагах.
Серебряный призёр 13-х и 16-х Азиатских игр в командных соревнованиях на шпагах.
Бронзовый призёр 15-х Азиатских игр 2006 г. (г. Доха, Катар) в командных соревнованиях на шпагах.
Многократный чемпион и призёр чемпионатов Азии.